# HR-day
HR Day(ang. HR Day, pl. Dzień HR-owca, Dzień Pracownika Działu HR) – nieformalne święto branżowe, obchodzone w wielu krajach świata m.in.: Stanach Zjednoczonych, Polsce, Rosji oraz na Ukrainie, w celu uznania oraz promowania pracy na stanowiskach związanych z szeroko pojmowanym zarządzaniem zasobami ludzkimi, rekrutacją, rozwojem pracowników oraz administracją kadrową i płacową.

## Znaczenie i cel
Święto zostało ustanowione aby podkreślać i promować pracę związaną z obszarem zarządzania zasobami ludzkimi.
Celem święta jest integracja środowiska branżowego oraz podkreślanie rosnącej roli Human Resources w rozwoju współczesnych firm.
Zawód ten kojarzony był jeszcze do niedawna tylko z kwestiami administracyjnymi, takimi jak urlopy, płace etc. Liczne badania prowadzone wśród osób pracujących w obszarze szeroko pojmowanego HR wskazują jednak, że obecnie dział HR odpowiada w większości firm za kilka różnych obszarów.
Badanie przeprowadzone w 2013 roku, zawarte w raporcie „HR-owca portret własny” wskazuje, że ¾ osób zajmujących się zarządzaniem zasobami ludzkimi odpowiada za pięć obszarów: rekrutację, selekcję aplikacji, sprawy kadrowo-płacowe, szkolenia oraz rozwój pracowników.

## Obchody

### W Polsce
Święto jest obchodzone w Polsce 20 czerwca. Po raz pierwszy odbyło się w 2012 roku pod nazwą HR-Day. Z tej okazji przygotowany został specjalny raport: „HR-owca portret własny”, w którym przedstawiciele tego zawodu udzielili odpowiedzi dotyczących ich obowiązków zawodowych, zakresu odpowiedzialności, największych wyzwań, trybu pracy oraz ulubionych sposobów spędzania wolnego czasu.

### W USA
W Stanach Zjednoczonych święto to jest obchodzone od 2001 roku pod nazwą Human Resource Professional Day. Jest tam obchodzone 26 września. Inicjatorem obchodów był amerykański portal branżowy: HR.com

## Terminy obchodów
20 czerwca
- Polska – „HR-Day”

18 września
- Rosja – „Human Resource Professional Day”
- Ukraina – „Human Resource Professional Day”

26 września
- Stany Zjednoczone – „Human Resource Professional Day”